# 浅野長年
浅野 長年 （あさの ながとし、? - 文久3年7月28日（1863年9月10日））は、江戸時代後期の旗本。通称は一学。浅野長広の子孫にあたる。
旗本浅野長邦の長男として誕生した。天保2年（1831年）3月28日、父の隠居にともない500石の家督を相続する。天保5年（1834年）12月26日、書院番士となる。天保14年（1843年）6月25日、安房国平郡の所領を長狭郡に改められた。文久3年（1863年）7月28日に死去した。高輪の泉岳寺に葬られた。法名は潤光院殿月照賞輪大居士。家督は長男の長栄が継いだ。